# كلمات عربية من أصل يوناني

## ق
قالون καλόν
- اسم فاعل عادم من καλός "حسن"

قولون κόλον
- "معي غليظ"

قلم Κάλαμος
- ويعني باليونانية عود.[1]

## ل
لغة λόγος
- "قول"

## م
موغالي μυγαλῆ
- ابن عرس
- نوع من العناكب يقال له موغالومرفي

- أ
- ب
- ت
- ث
- ج
- ح
- خ
- د
- ذ
- ر
- ز
- س
- ش
- ص
- ض
- ط
- ظ
- ع
- غ
- ف
- ق
- ك
- ل
- م
- ن
- هـ
- و
- ي